# (56561) Jaimenomen
(56561) Jaimenomen ist ein Asteroid des Hauptgürtels, der am 5. Mai 2000 an der  Starkenburg-Sternwarte (IAU-Code 611) in Heppenheim entdeckt wurde.
Er wurde am 7. Januar 2004 nach dem katalanischen Kieferchirurgen und Amateurastronomen Jaume Nomen (* 1960) benannt, der drei automatische Teleskope mit einem Durchmesser von 61 cm am Observatorium Piera, am Observatorium von L’Ametlla de Mar und am Costitx-Observatorium entwarf, um die Kapazitäten für die Entdeckung und Beobachtung von Asteroiden zu verbessern.
Der Himmelskörper gehört der Vesta-Familie an, einer großen Gruppe von Asteroiden, benannt nach (4) Vesta, dem zweitgrößten Asteroiden und drittgrößten Himmelskörper des Hauptgürtels.